# 罗马帝国复兴

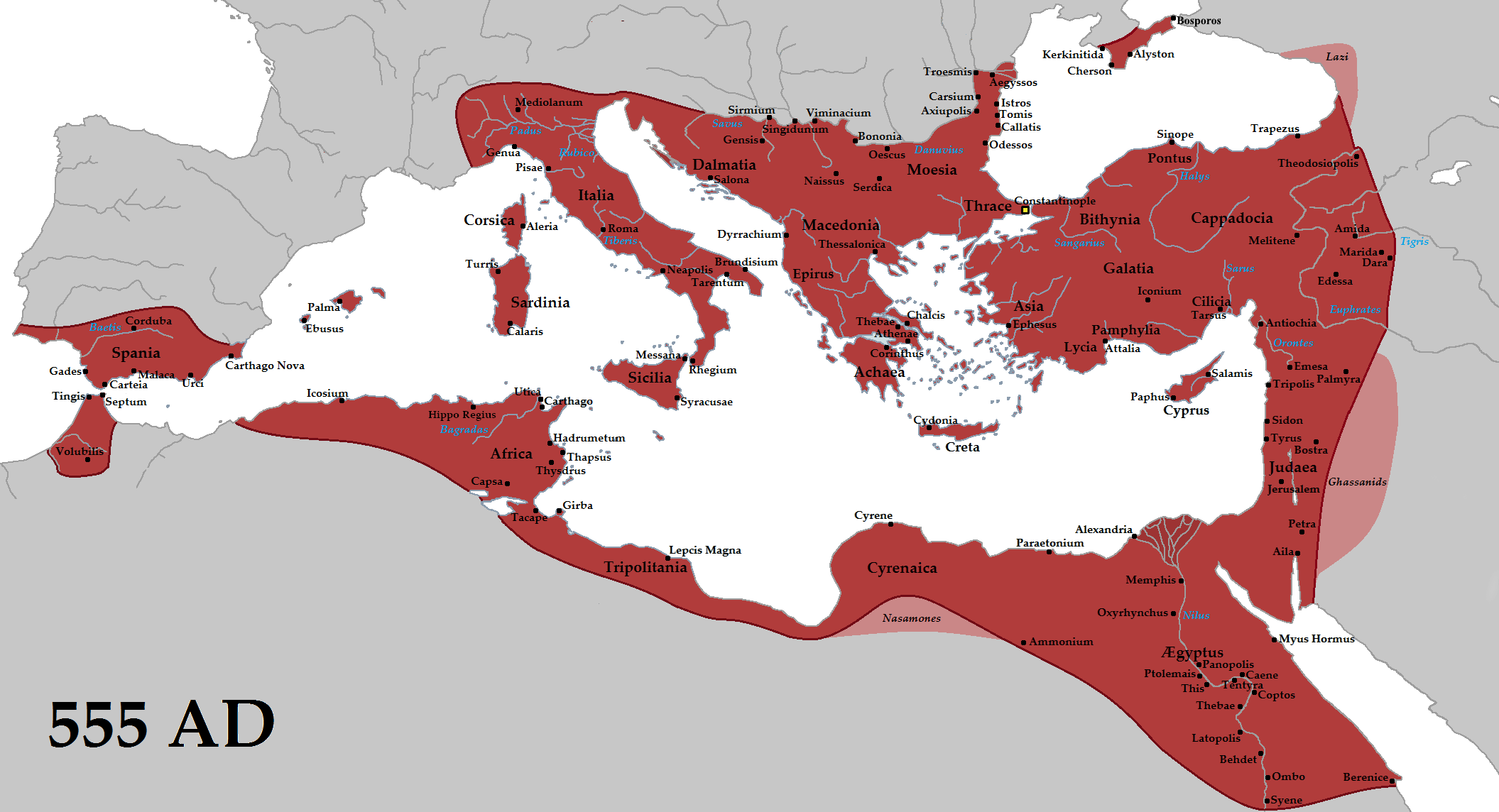
东罗马帝国透過汪達爾战争和哥德战争消滅北非沿岸的汪达尔王国和義大利半島的東哥德王國後的疆域，收復舊西罗马帝国大部份領土。

罗马帝国复兴（拉丁語：Renovatio imperii Romanorum）是一种表明恢复罗马帝国意愿的说法，曾由数位加洛林王朝和奥托王朝皇帝使用。不过，该说法在古典时代晚期及中世纪更为常用。